# Élection présidentielle haïtienne de novembre 2016
L'élection présidentielle haïtienne de novembre 2016 a lieu le 20 novembre 2016. Un éventuel second tour était prévu pour le 29 janvier 2017.
Elle fait suite à l'élection du président provisoire d'Haïti organisée à la suite du report du second tour puis de l'annulation du premier tour du scrutin de 2015.

## Contexte
Après la fin du mandat de Michel Martelly, le 7 février 2016, Jocelerme Privert est élu président provisoire de la République d'Haïti par le Sénat de la République et la Chambre des députés réunis en Assemblée nationale le 14 février suivant. Son mandat est limité à cent vingt jours, selon les termes d’un accord signé quelques heures avant la fin du mandat du président Martelly. Il démissionne dans la foulée de son siège de sénateur et de président du Sénat.
Le 25 février, il nomme Fritz Jean. Le 22 mars, après le rejet par le Parlement du gouvernement de Jean, il nomme Enex Jean-Charles pour lui succéder.
En avril, le second tour du scrutin présidentiel est reporté à une date inconnue, puis, le 6 juin, la présidentielle est officiellement annulée par le président du Conseil électoral provisoire, provoquant un nouveau scrutin.
Le 14 juin, le Parlement constate la fin du mandat présidentiel de 120 jours. Trois jours plus tard, lors d'un entretien à l'AFP, il annonce qu'il resterait en poste jusqu'à ce que le Parlement prenne une décision. Néanmoins, l'Entente démocratique, coalition d'opposition dirigée par l'ancien Premier ministre Evans Paul, appelle à son départ.
Le scrutin est ensuite fixé pour le 5 octobre 2016, puis reporté après le passage de l'ouragan Matthew et fixé au 20 novembre suivant.

## Candidats
Le 23 juin 2016, les candidats déclarés, ayant déjà participé au scrutin de 2015, sont au nombre de 27.
Parmi eux, on peut citer :
- Jovenel Moïse (PHTK) ;
- Jude Célestin (LAPEH) ;
- Jean-Charles Moïse (PPD (en)) ;
- Maryse Narcisse (Fanmi Lavalas) ;
- Jean-Henry Céant (Renmen Ayiti).

Contrairement à ce que peut laisser croire leurs patronyme Jovenel Moïse et Jean-Charles Moïse n'ont aucun lien de parenté.

## Résultats
| Candidats                | Candidats                | Partis                 | Premier tour | Premier tour |
| Candidats                | Candidats                | Partis                 | Voix         | %            |
| ------------------------ | ------------------------ | ---------------------- | ------------ | ------------ |
|                          | Jovenel Moïse            | Parti haïtien Tèt Kale | 590 927      | 55,60        |
|                          | Jude Célestin            | Inite-LAPEH            | 207 988      | 19,57        |
|                          | Jean-Charles Moïse       | Platfom Pitit Desalin  | 117 349      | 11,04        |
|                          | Maryse Narcisse          | Fanmi Lavalas          | 95 765       | 9,01         |
|                          | Jean-Henry Céant         | Renmen Ayiti           | 8 014        | 0,75         |
|                          | Beauzile Edmone Supplice | Indépendant            | 6 770        | 0,64         |
|                          | Autres candidats         |                        |              |              |
|                          |                          |                        |              |              |
| Votes valides            |                          |                        |              |              |
| Votes blancs et nuls     |                          |                        |              |              |
| Total                    | Total                    | Total                  | 1 120 663    | 100          |
| Abstention               |                          |                        |              |              |
| Inscrits / participation |                          |                        |              |              |